# Розенгайм (Рейнланд-Пфальц)
Розенгайм (нім. Rosenheim) — громада в Німеччині, розташована в землі Рейнланд-Пфальц. Входить до складу району Альтенкірхен. Складова частина об'єднання громад Гебгардсгайн.
Площа — 4,10 км2. Населення становить 765 ос. (станом на 31 грудня 2020).

## Галерея

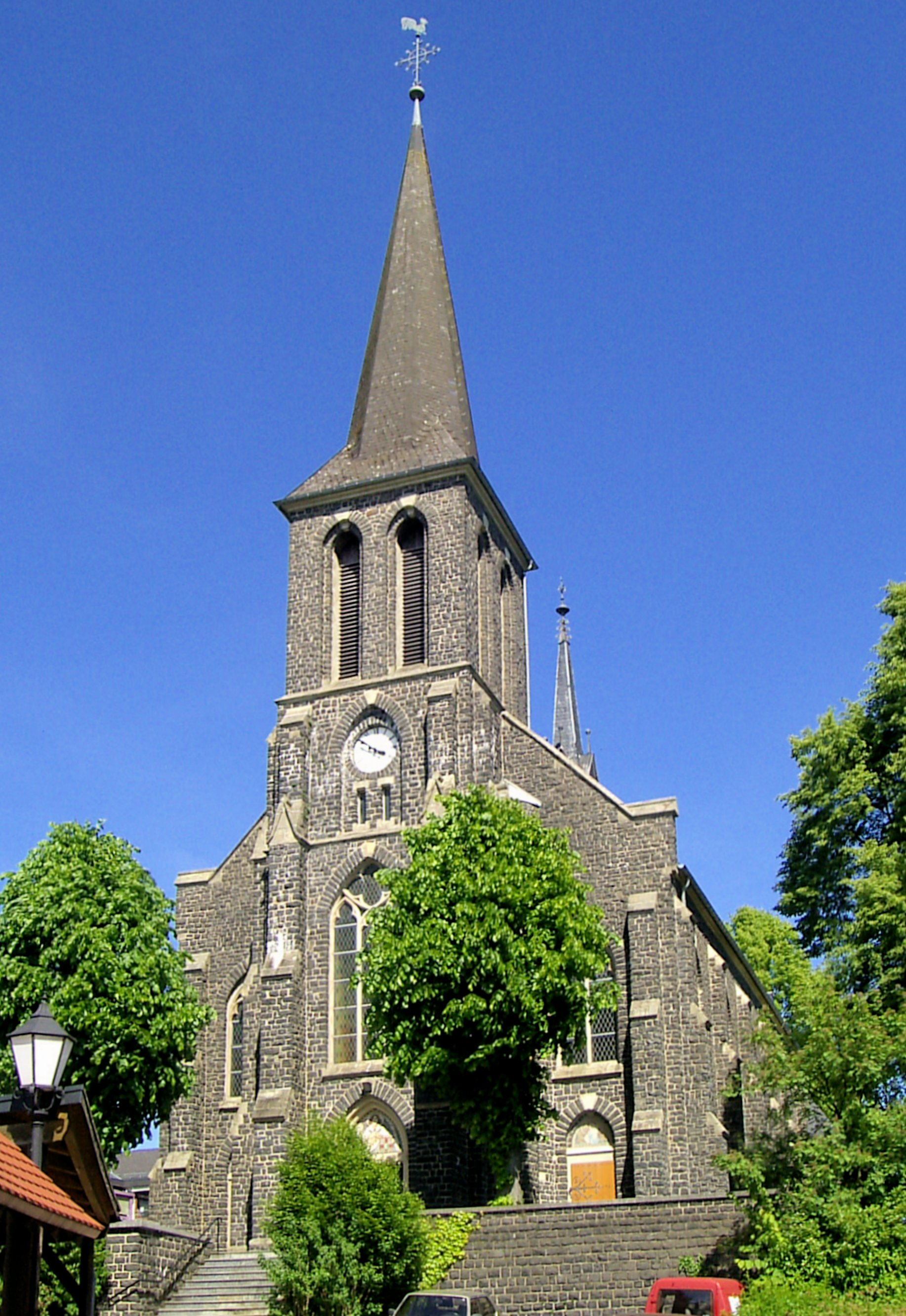